# هانا أوبراين تشابلن
هانا أوبراين تشابلن (بالإنجليزية: Hannah O'Brien Chaplin)‏ هي صحفية ومترجمة أمريكية، ولدت في 5 سبتمبر 1809، وتوفيت في 18 فبراير 1865.